# 高啟全
高啟全（英語：Charles Kau，1953年—），生於台灣台北市，臺灣企業家，曾任旺宏電子副總經理、南亞科技總經理、華亞科技董事長，現任晶芯半導體董事長、兆捷科技董事長。

## 生平
高啟全於1953年出生於台北市大稻埕，家族是開採煤礦的望族。建國中學畢業後，考取國立臺灣大學化學系，於1976年取得化學學士。大學畢業後至美國留學，就讀北卡羅萊納州立大學，取得化學工程碩士。1979年畢業後任職快捷半导体公司，1981年進入英特爾公司，任研發部經理。
1987年返台加入台積電擔任6吋晶圓廠廠長。1989年，高啟全、吳敏求與胡定華等人共同創辦旺宏電子，扭轉當時台灣高科技人才多數流向海外的風氣。
1995年，高啟全原任職為旺宏電子營運副總，被總經理吳敏求降職為總經理特助。當時台塑集團創辦人王永慶的長子王文洋籌設南亞科技，致力於動態隨機存取存儲器（DRAM）的研發、設計及銷售，延攬高啟全擔任執行副總經理。2004年，高啟全接掌英飛凌與南亞科合資共創的華亞科技，引領雙方逐步崛起，成為台灣DRAM領域的雙雄。在他的領導下，華亞科與南亞科成功克服了兩次經營困境，並成功與美光展開談判，巧妙化解了當時雙方可能倒閉的危機。高啟全與美光展開的技術合作，進一步鞏固了華亞科與南亞科在市場上的競爭優勢，使雙方能夠持續保持領先地位。
2013年，在華亞科技董事長高啟全的領導下，台塑集團與美光科技於2012年底簽署了一份新合約，根據該合約，未來華亞科將把PC DRAM的生產能力交由美光負責。美光也將高毛利的利基型DRAM用於伺服器、汽車電子、工業和軍事等領域，並委託華亞科進行生產。7月23日，華亞科自2010年首次轉虧為盈，高啟全表示，華亞科成功實現轉型，發展成為一家提供高附加值的記憶體供應商。
2015年10月6日，高啟全退休，卸任南亞科技總經理，由華亞科技董事長李培瑛接任。11月2日，華亞科技宣布，法人股東南亞科改派代表人，高啟全華亞科董事長身份自然解任。同年底，轉戰中國紫光集團，並擔任執行副總裁、武漢新芯執行長、長江存儲執行董事長。
2020年10月1日，高啟全自紫光退休，因5年合約期滿，決定不再續約，震撼半導體業界。2021年5月3日，台灣半導體設備與再生晶圓廠辛耘攜手前華亞科董事長高啟全在湖北省黃石市投資12吋再生晶圓廠（辛耘中國再生晶圓廠），於舉行投片生產典禮，象徵12吋再生晶圓廠正式進入運作階段，並成為湖北首家晶圓再生工廠。
2023年7月12日，半導體電子化學特殊氣體廠兆捷將於13日正式登錄興櫃市場；兆捷科技董事長高啟全宣布，政府已提供科學園區內佔地7000坪的免稅區倉儲，旨在協助兆捷充分發揮區域優勢，並融入國際大廠的供應鏈體系。

## 家庭
生有二子。長子赴美國求學，取得電子工程與企業管理學位。2010年娶韓籍太太，任職於韓國三星電子。